# Ratusz w Gniewie
Ratusz w Gniewie – zabytkowy ratusz w Gniewie, w województwie pomorskim. 
Usytuowany jest w centralnej części rynku. Jest obecnie siedzibą Urzędu Miasta i Gminy. Budowla została wybudowana na przełomie XIV i XV wieku w stylu gotyckim, następnie przebudowana w XX wieku. Pierwotnie tworzyła czworoboczny budynek z wewnętrznym dziedzińcem, wieżą i kramami w przyziemiu. Do ratusza wchodzi się przez zabytkowy podcień.